# Guadua refracta
Guadua refracta är en gräsart som beskrevs av William Munro. Guadua refracta ingår i släktet Guadua och familjen gräs. Inga underarter finns listade i Catalogue of Life.